# Polygala emirnensis
Polygala emirnensis är en jungfrulinsväxtart som beskrevs av John Gilbert Baker. Polygala emirnensis ingår i släktet jungfrulinssläktet, och familjen jungfrulinsväxter. Inga underarter finns listade i Catalogue of Life.